# Вал (Фејер)
Вал (мађ. Vál) је град у Мађарској. Место се налази у североисточном делу жупаније Фејер, у средњем делу долине Вали, дуж пута 8111 између Барачке и Алчутдобоза. Налази се 50 километара од Секешфехервара, 45 километара од Будимпеште, 18 километара од Бичке, 9,5 километара од Барачке и 8,5 километара од Алчудобоза.

## Историја
Историја предела око Вала датира још из каменог доба, на основу археолошких налаза пронађених овде, могао је бити место становања и тада.
Име села вероватно потиче од латинске речи „валис“, (долина). Према другом објашњењу, „Вероватно је настало од личног имена па је дато насељу. Лично име на коме се заснива мора бити немачког порекла, (vö. а не Wahl).“ Распрострањена идеја да се Арпадов унук тако звао је погрешна. Колико данас знамо, Арпад није имао унука по имену Вал. (Неспоразум долази из чињенице да је у опису Константина, рођеног у Бибору, историчар који је живео у 19. веку погрешно протумачио име „Фајсз“ написано грчким словима као „Вал“. Данас прихваћено читање је за име Јутас ' син: "Фајсз")
Већ у римско и касније турско доба кроз село је пролазио важан војни пут.
Године 1166. насеље је припало веспремској епископији. Године 1247. сматрано је власништвом Пока Валија, 1353. Тамаша Валија, 1388. Петра Валија, а 1395. Еђеда Валија.

## Становништво
Године 1910. од 3.100 становника насеља, 3.076 су били Мађари, 14 Немци, 7 Словака, 2 Румуна и 1 други.
Током пописа из 2011. године, 88,7% становника се изјаснило као Мађари, 0,3% као Бугари, 0,3% као Роми, 1% као Немци и 0,2% као Румуни (11,2% се није изјаснило. Због двојног идентитета укупан број може бити већи од 100%). Верска дистрибуција је била следећа: римокатолици 48,9%, реформисани 17,9%, лутерани 0,5%, неденоминациони 9,8% (22,1% се није изјаснило).